# Monumento Conmemorativo Confederado (Romney)
El Monumento Conmemorativo Confederado (en inglés, Confederate Memorial) es un monumento situado en el Cementerio Indian Mound en la ciudad de Romney, en el estado de Virginia Occidental (Estados Unidos). Conmemora a los residentes del condado de Hampshire que murieron durante la Guerra de Secesión mientras luchaban por los Estados Confederados de América. Fue patrocinado por la Asociación del Monumento Confederado, que lo dedicó formalmente el 26 de septiembre de 1867. 
La idea de conmemorar a los muertos de guerra confederados del condado de Hampshire se discutió por primera vez en la primavera de 1866. Tras la decoración de las tumbas ese verano, la Asociación del Monumento Confederado se comprometió a recaudar fondos para la construcción del monumento, y así lo hizo en 1867. Se seleccionó la inscripción Las hijas de Old Hampshire erigieron este tributo de afecto a sus heroicos hijos que cayeron en defensa de los derechos del sur, y el contrato para la construcción se adjudicó a la firma Gaddes Brothers de Baltimore. Los componentes del monumento se entregaron al cementerio Indian Mound el 14 de septiembre de 1867 y el monumento se dedicó el 26 de septiembre de ese año. Esto marcó el comienzo de una era de revitalización de posguerra para el condado de Hampshire después de la Guerra de Secesión.
El monumento consta de una base con un obelisco y una piedra angular, de pie sobre un montículo elevado. Tiene una lista con 125 nombres grabados que incluye cuatro capitanes, siete tenientes (uno de los cuales era capellán), tres sargentos y 119 soldados rasos. El monumento se restauró en 1984 y se decora anualmente con una guirnalda y una corona de hojas perennes hechas a mano en el Día de la Recordación Confederada del Condado de Hampshire.

## Asociación Conmemorativa Confederada
La idea de conmemorar a los hombres del condado de Hampshire que habían muerto luchando en las Fuerzas Armadas de los Estados Confederados de América durante la Guerra de Secesión se discutió por primera vez en una reunión a principios de la primavera de 1866 en la residencia de Romney del excoronel confederado Robert White. Además de White, los presentes en la reunión incluyeron a su hermano Christian Streit White, su futura cuñada Elizabeth "Bessie" Jane Schultze y su hermana Frances Ann White, quien luego se casó con Samuel Lightfoot Flournoy.
Después de la reunión, el concepto ganó apoyo entre otros residentes de Romney. Más tarde, en la primavera de 1866, un grupo de mujeres del condado de Hampshire realizó una reunión pública para organizar la Asociación del Monumento Confederado con la misión de honrar a los hombres que habían muerto luchando por la Confederación y brindar ayuda financiera a sus familias. En esta reunión, la asociación nombró funcionarios, adoptó una constitución y organizó comités para organizar la decoración de los entierros confederados.
La gente del condado de Hampshire había sido abrumadoramente pro confederada durante la Guerra de Secesión, pero el condado ahora se encontraba dentro de la unionista Virginia Occidental. La primera constitución estatal de Virginia Occidental y les prohibió a los confederados ocupar cargos electos. A pesar de estos impedimentos, los miembros de la Asociación del Monumento Confederado y sus familias marcharon por Romney hasta el cementerio Indian Mound y decoraron formalmente las lápidas en los lugares de enterramiento de los confederados muertos el 1 de junio de 1866. Pocos residentes del condado de Hampshire participaron en esta primera decoración de las tumbas confederadas, algunos por temor a las represalias.

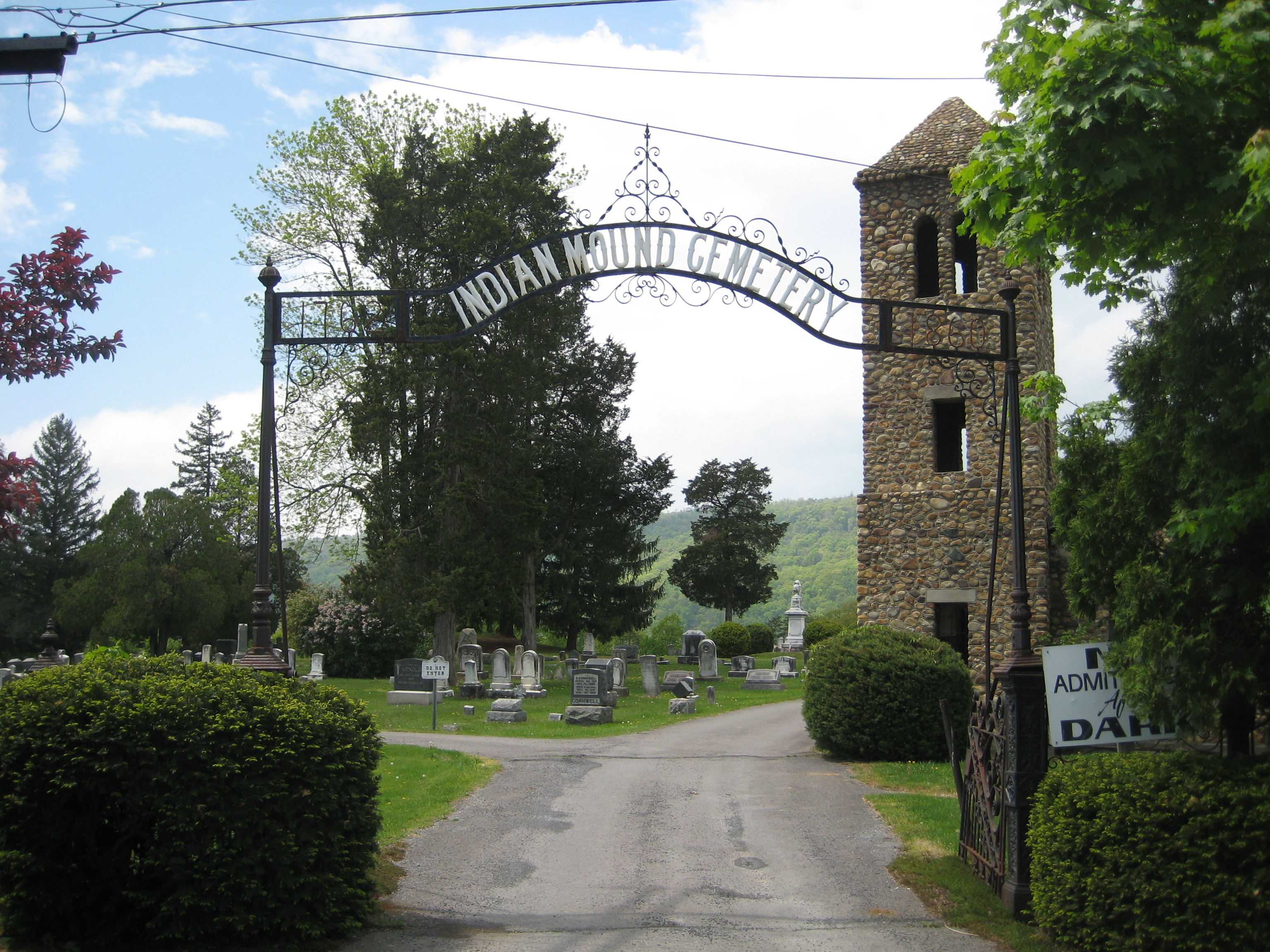
El Monumento Conmemorativo Confederado (en la foto al centro a la derecha) está ubicado sobre un pequeño montículo en el Indian Mound Cemetery justo dentro de la entrada del cementerio.

Este adorno en el cementerio Indian Mound se ha llamado la primera decoración pública de este tipo de entierros confederados, pero otras ciudades del Sur de Estados Unidos disputan la afirmación. La condecoración de Romney contribuyó a un precedente que se extendió por todo el Sur durante la Reconstrucción. Los familiares y seres queridos de los muertos de la Unión enterrados en el cementerio Indian Mound también comenzaron a seguir este precedente al decorar las lápidas de la Unión del cementerio.

## Recaudación de fondos
Después de la primera decoración de las tumbas en 1866, se generó un impulso para la erección de un monumento permanente a los muertos confederados en el cementerio Indian Mound. La Asociación del Monumento Confederado participó en la recaudación de fondos para la construcción del monumento, incluidos círculos de costura, bazares y ferias. Los veteranos confederados y otros en el condado de Hampshire realizaron esfuerzos adicionales de recaudación de fondos, incluidos espectáculos de entretenimiento y solicitudes generales. Además de recaudar fondos para la construcción del monumento, la Asociación del Monumento Confederado también recaudó dinero para las viudas y los hijos de los confederados muertos. El 15 de octubre de 1866, los ingresos brutos devueltos a la tesorería de la asociación ascendieron a 1170,91 dólares , de los cuales Asociación del Monumento Confederado proporcionó 421,58 dólares a las viudas y niños huérfanos confederados. La recaudación de fondos continuó hasta junio de 1867.

## Selección de diseño

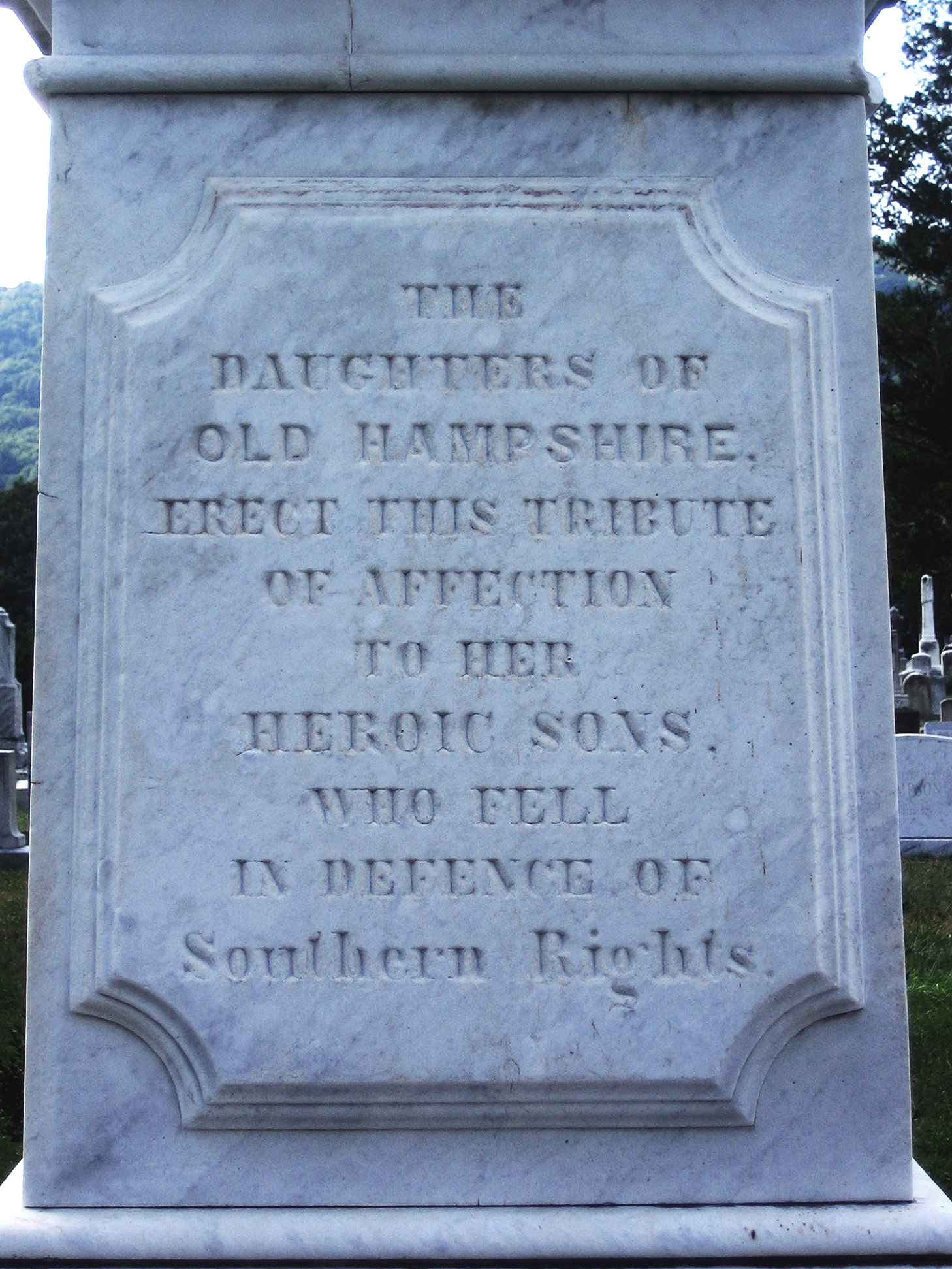
La inscripción principal (en la foto) grabada en la fachada del Monumento Conmemorativo Confederado

Para el 6 de junio de 1867, la Asociación del Monumento Confederado había recaudado los fondos necesarios y procedió a seleccionar el diseño, invitando y considerando las opiniones de los veteranos confederados y otras personas en todo el condado de Hampshire.
En julio de 1867, un comité de la Asociación del Monumento Confederado redujo las numerosas propuestas que había recibido para la inscripción del monumento a tres finalistas. La primera inscripción finalista dijo que los soldados confederados "murieron en defensa de lo que creían correcto", la segunda dijo que eran "nuestros hijos y hermanos, que cayeron como soldados en el ejército confederado", y la tercera, que finalmente fue adoptada por el comité, leído en su totalidad: "Las hijas de Old Hampshire erigen este tributo de afecto a sus heroicos hijos que cayeron en defensa de los derechos del sur".

## Construcción
Una vez elegido el diseño y la inscripción, la asociación nombró comités para seleccionar un contratista. Al final del proceso, el contrato fue adjudicado a la firma Gaddes Brothers de Baltimore. Se les pidió que fabricaran un monumento de mármol italiano blanco. El monumento fue diseñado, esculpido y fabricado a un costo de 1133,63 dólares. Según la historiadora de United Daughters of the Confederacy, Mary Bell Foote, las palabras "Derechos del Sur" se omitieron inicialmente del final de la inscripción del monumento durante su fabricación debido a los "sentimientos amargos en ese momento" después de la Guerra de Secesión y los estatutos federales. prohibiendo tales monumentos. Después de que los componentes del monumento se empaquetaran para enviarlos a Romney, las palabras "Derechos del Sur" se grabaron en secreto en el mármol blanco y los componentes se abordaron y enviaron rápidamente.
Los componentes del monumento se entregaron al cementerio Indian Mound el 14 de septiembre de 1867 y un grupo de voluntarios de Romney lo erigió en su ubicación actual. A Bob Fisher se le pagaron 5 dólares por levantar el montículo de tierra alrededor de la ubicación del monumento y 4,11 dólares por brindar alojamiento a uno de los hermanos Gaddes en su residencia. William Sheetz recibió un pago de 18,80 dólares estadounidenses por construir el montículo elevado y los cimientos de apoyo del monumento. Doce días después, el 26 de septiembre, el monumento se inauguró formalmente en una ceremonia pública.

## Ubicación y diseño

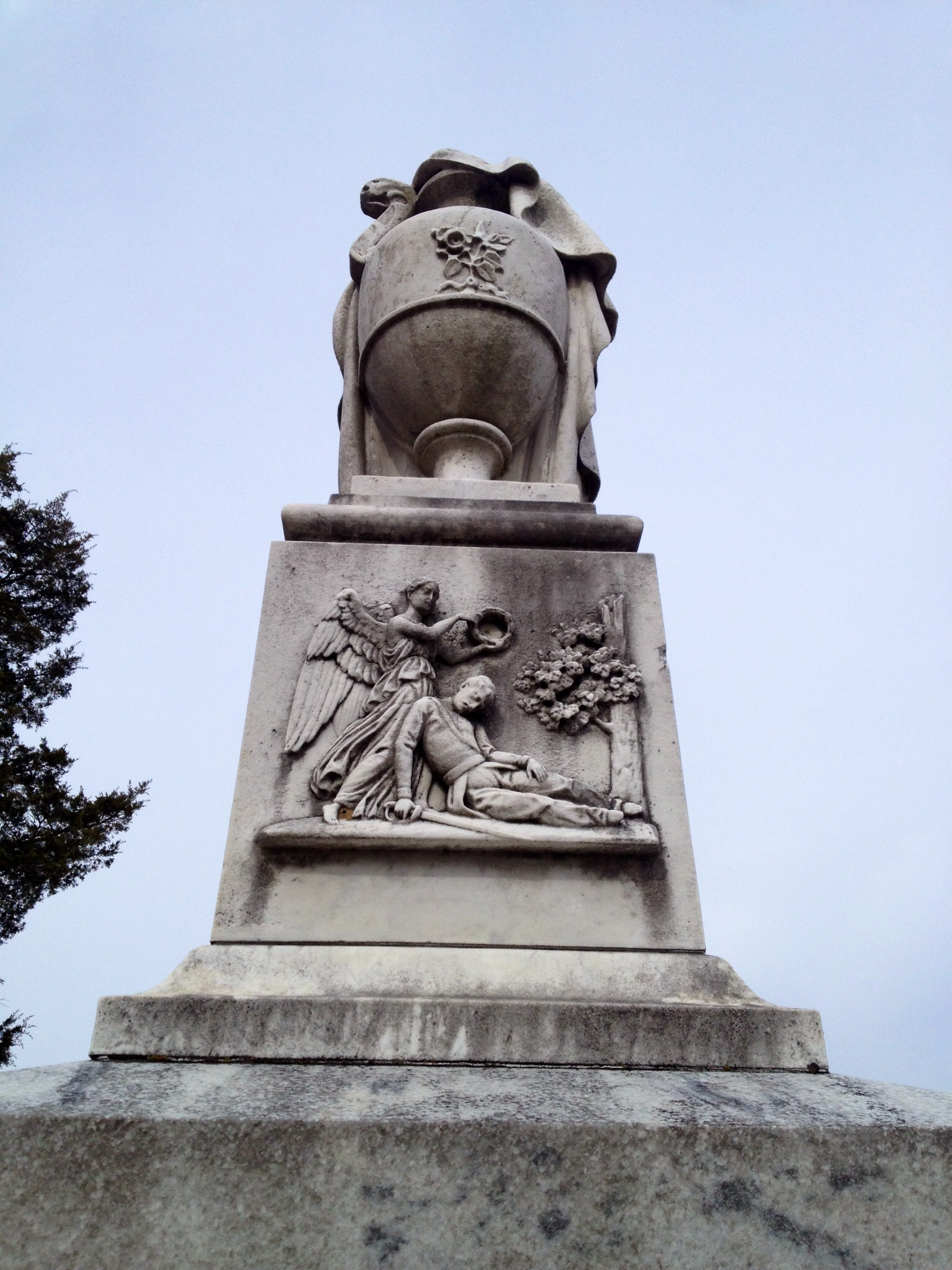
Un altorrelieve en el bloque superior del monumento representa a la Fama oa un ángel colocando una corona de laurel sobre la cabeza de un soldado moribundo empuñando su espada.

El monumento se encuentra sobre un montículo elevado rodeado por cinco bojes dentro de la sección original del Indian Mound Cemetery, no lejos de la entrada del cementerio. Varias parcelas de entierro familiar rodean el monumento y su césped elevado circular. Un cementerio donde los muertos confederados y de la Unión fueron enterrados durante la Guerra de Secesión se encuentra junto al monumento.
El monumento tiene forma de obelisco y mide 0,37 m² en su base y 4 m de altura. El pedestal de la estructura consta de dos grandes bloques estilizados de mármol blanco, rematados por una escultura de una urna cubierta de tela. Tallado en la fachada del bloque superior más pequeño del monumento hay un altorrelieve que representa la Fama o un ángel que coloca una corona de laurel sobre la cabeza de un soldado moribundo que empuña su espada. Debajo, en la fachada del bloque más grande, está la inscripción: "Las hijas de Old Hampshire erige este tributo de afecto a sus heroicos hijos que cayeron en defensa de los derechos del sur". Los otros tres lados del monumento contienen los nombres grabados de 125 hombres del condado de Hampshire que murieron por la causa confederada. No se incluyó en el memorial un número que representa el total de confederados caídos, ya que no se conocía con precisión en el momento de la construcción del monumento. El bloque de cimientos del monumento lleva la fecha de su erección, "1867".

### nombres inscritos
La lista de 125 nombres grabados en el monumento consta de cuatro capitanes, siete tenientes (uno de los cuales era capellán), tres sargentos y 119 soldados. Desde la construcción del monumento en 1867, se descubrió que varios nombres de los muertos confederados del condado de Hampshire se habían omitido en el monumento. Estos nombres se han incluido en el "Cuadro de honor confederado" junto con los nombres grabados en el monumento y los nombres de los veteranos confederados. Cada uno de estos nombres se recita durante la ceremonia anual que se lleva a cabo en el Día de la Recordación Confederada del Condado de Hampshire. La siguiente es la lista de muertos confederados grabada en el monumento:
| Rango militar | nombres inscritos |
| ------------- | --- |
| Capitanes     | GF Sheetz, A. Smith, GW Stump, JM Lovett |
| Tenientes     | M. Blue, J. Buzzard, J. Earsom, H. Engle, WF Johnson, JN Moorehead, FD Sherrard, Rev. JS Reese |
| Sargentos     | BW Armstrong, JC Leps, G. Cheshire |
| Soldados      | AT Pugh, JW Park, S. Park, JW Polonia, J. Peer, RJ Parran, C. Parran, H. Powell, N. Pownall, JW Ream, GW Ruckman, L. Spaid, P. Stump, H. Senoff, A. Shingleton, J. Stewart, S. Swisher, E. Gaylor, M. Taylor, J. Taylor, EP Ward, I. Wolfe, J. Washington, M. Watkins, H. Wilson, G. Shoemaker, LD Shanholtzer, J. Strother, W. Unglesbee, B. Wills, J. Haines, JF Hass, M. Harmison, A. Hollenback, G. Hott, E. Hartley, B. Hare, –. Jefe de familia, MV Inskeep, J. Johnson, JH Johnson, T. Keely, J. Kern, S. Loy, E. Milleson, O. Milleson, S. Mohler, FM Myers, JW Marker, T. McGraw, I. Mills, J. Merritt, JW Pugh, OV Pugh, J. Kump, P. Noland, J. Rudolph, JM Reese, MV Reid, WO Lupton, J. Noreland, J. Starns, FC Sechrist, GW Strother, JD Adams, IP Armstrong, E. Allen, JW Baker, H. Baker, JW Barley, H. Bird, WJ Blue, TT Brooks, R. Brown, JW Boro, ID Carroll, J. Cupp, JS Davis, JA Daily, J. Davy, S Engly, J. Floury, J. Furlow, IV Gibson, RC Grace, TT Gross, R. Gill, JP Greitzner, A. Haines, JJ Arnold, F. Abee, AJ Baker, William Baker, J. Bumgarner, Morgan Brill, Mat Brill, G. Delaplains, J. Doughett, J. Engle, C. Garvin, GR Garvin, J. Hammock, T. Harrison |

## Restauración
En 1984, el monumento se sometió a una extensa restauración. El monumento se había oscurecido debido a la intemperie. Las superficies del monumento fueron lijadas y selladas para protección futura. Este esfuerzo de restauración fue financiado a través de contribuciones caritativas. Los nombres de los contribuyentes se inscribieron en el mismo libro del tesorero que se utilizó para registrar las contribuciones inaugurales del monumento el 6 de junio de 1866. El costo de restauración del monumento ascendió a 2850 dólares.

## Día conmemorativo confederado del condado de Hampshire

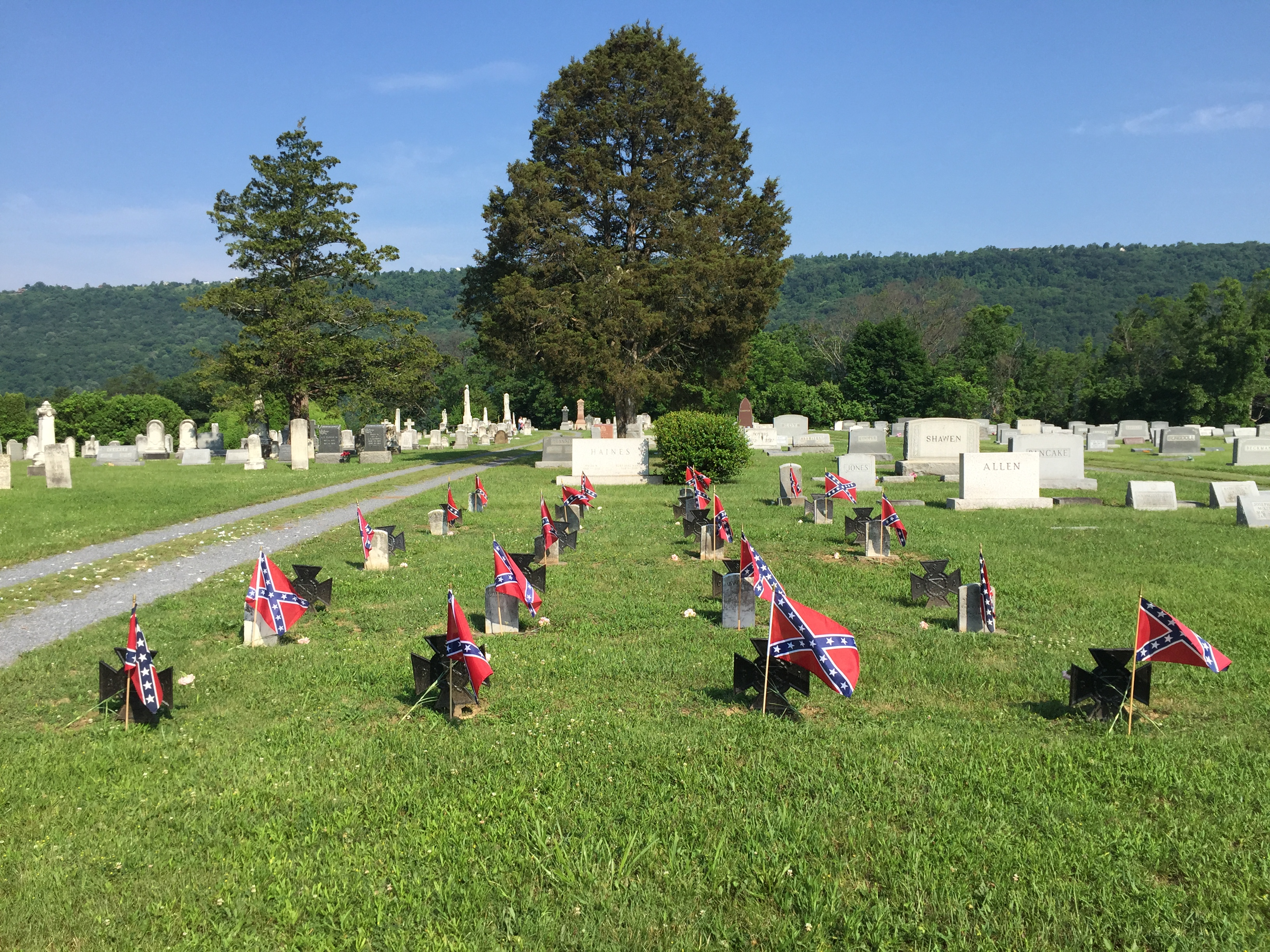
Lápidas (en la foto) en los sitios de entierro de los muertos de guerra confederados en el cementerio Indian Mound, adyacente al Monumento Conmemorativo Confederado

La tradición de decorar las tumbas confederadas en el cementerio Indian Mound ha continuado anualmente desde el 1 de junio de 1866 y ocurre el primer sábado de junio, que se conoce como el Día conmemorativo confederado del condado de Hampshire o el Día de la decoración de junio. En este día, los participantes en la ceremonia marchan por Main Street (Ruta 50 de EE. UU.) a través de Romney con recreadores de la Guerra de Secesión que portan banderas confederadas. Una guirnalda de hoja perenne hecha a mano que mide 30 pies (9,1 m) de longitud está suspendida del monumento, junto con coronas de hojas perennes. También se colocan flores y banderas confederadas en cada una de las lápidas confederadas. Los recreadores suelen colocar las decoraciones en el monumento y sobre las lápidas confederadas. Los oradores invitados se dirigen a los participantes. Se recita un cuadro de honor en el memorial, seguido de un saludo de mosquete. Los participantes de la ceremonia incluyen descendientes de los miembros fundadores de la Asociación del Monumento Confederado.

## Significado

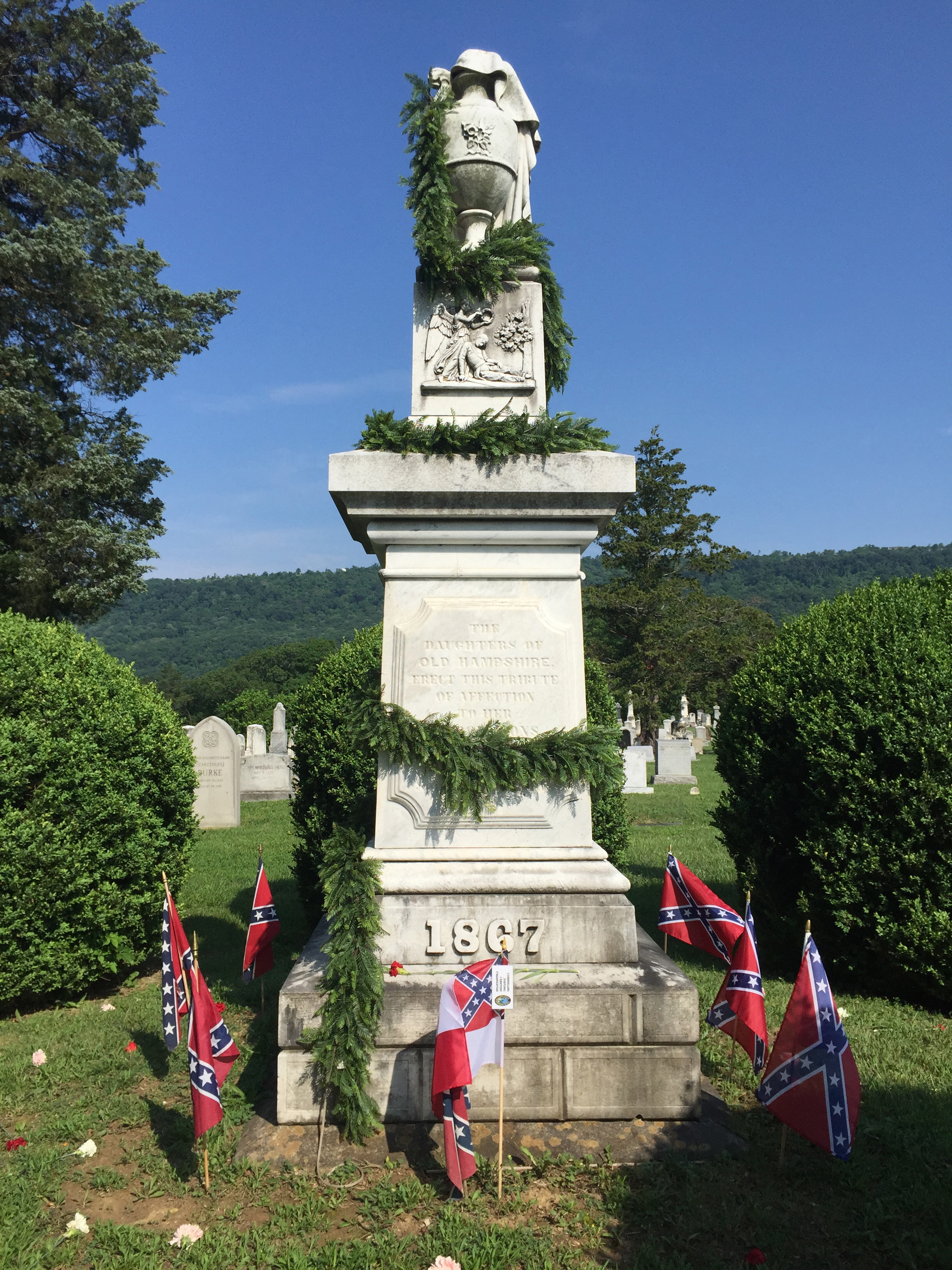
El monumento decorado para el Monumento Conmemorativo Confederado Day en 2015

La construcción del monumento marcó el comienzo de una era de revitalización de posguerra para el condado de Hampshire después de la Guerra de Secesión. El monumento se convirtió en un símbolo de la confianza restaurada del condado. Los ciudadanos del condado de Hampshire trabajaron juntos para restablecer y reconstruir las instituciones, los edificios municipales y los negocios destruidos durante la guerra. La Asociación del Monumento Confederado que construyó el monumento era parte de un movimiento más grande en todo el sur de Estados Unidos de la posguerra, especialmente en Virginia, que buscaba proporcionar entierros adecuados para los muertos de guerra confederados. La historiadora Caroline E. Janney afirmó que estas "Asociaciones conmemorativas de damas" usaban "género en interés de la política confederada", lo que sentó las bases para el establecimiento del mito la Causa Perdida de la Confederación.
El monumento se encuentra entre los primeros monumentos erigidos para conmemorar a los muertos confederados en los Estados Unidos. La afirmación de Romney de tener el primer monumento es disputada por Cheraw, ya que su monumento se inauguró dos meses antes, el 26 de julio de 1867. Sin embargo, el memorial de Cheraw omite la mención de "Confederación", "Confederado" o "Sur".

## Vandalismo
Como parte de la celebración del 2 al 4 de junio de 2017 del Día Conmemorativo Confederado del condado de Hampshire y el 150.° aniversario de la construcción del Monumento Conmemorativo Confederado, los participantes instalaron una lápida, una Cruz de Honor y banderas confederadas en la tumba del afroamericano Alfred Whiting en las cercanías Cementerio de la Benevolencia del Monte Pisgah afroamericano. Además, los participantes realizaron una ceremonia y una presentación sobre el servicio confederado de Whiting en su tumba. Sin embargo, el estatus de Whiting como veterano confederado es un tema de debate entre los historiadores locales. En agosto de 2017, el debate público sobre los monumentos conmemorativos confederados se vio exacerbado por la manifestación Unite the Right en Charlottesville. Si bien este debate se centró en la colocación de monumentos confederados en espacios públicos, el monumento en Romney está ubicado en un terreno privado propiedad de la Junta Directiva de la Asociación de Cementerios de Indian Mound.
Entre el 16 y el 17 de septiembre de 2017, el monumento fue objeto de actos de vandalismo. Los perpetradores desconocidos pintaron con aerosol grafitis negros en el monumento y quitaron las banderas confederadas colocadas previamente cerca del monumento. Los perpetradores también dejaron papeles con lenguaje vulgar. Tras el vandalismo, las partes dañadas del monumento fueron cubiertas con cartón y cinta adhesiva.